# Чеслав Янковський
Чеслав Янковський (пол. Czesław Jankowski; 9 грудня 1857, Ошмяни — 6 листопада 1929 року, Вільно) — польський поет, критик, публіцист, історик, краєзнавець, громадський діяч.
Дворянського походження. Закінчив гімназію в Митаві (нині Єлгава в Латвії). У 1877 році приїхав до Варшави, де його як початківця віленського поета підтримав А. Е. Одинець. Спілкувався з Ю. І. Крашевським, сином знаменитого польського поета Владиславом Міцкевичем та іншими видатними письменниками та літературними діячами. Навчався у Варшавському університеті (де вивчав російську філологію), пізніше в краківському Ягеллонському університеті вивчав філософію.
У 1905—1907 роках редагував Віленську газету польською мовою «Кур'єр литовський» («Kurier Litewski»), заснував тижневик «Глос польськи» («Głos Polski»; 1907), що пропагував ідеї крайовців. Публікував огляди литовського друку, співпрацював з Петрасом Вілейшісом, Йонасом Яблонскісом. Став одним з ініціаторів спорудження пам'ятника Адаму Міцкевичу у Вільні, установи віленського Товариства друзів науки (Towarzystwo Przyjaciół Nauk).
Навесні 1906-го був обраний членом Державної думи I-го скликання від Віленської губернії.
Після Першої світової війни керував віленським Товариством польських письменників і журналістів. Працював в редакції газети «Слово» («Słowo»).